# Премія «Кіноколо» найкращій акторці у головній ролі
Премія «Кіноколо» найкращій акторці в головній ролі — одна з кінематографічних нагород, що надається в рамках Національної премії кінокритиків «Кіноколо». Присуджується найкращій акторці в головній ролі, починаючи з першої церемонії вручення нагород премії 2018 року.
Найбільшу кількість нагород (2) мають Ірма Вітовська (2018, 2019) та Оксана Черкашина (2020, 2022). Ірма Вітовська має найбільшу кількість номінацій (3) у цій категорії (2018, 2019, 2021).

## Переможці та номінанти
Нижче наведено переможців, які отримали цю премію, а також номінанти. ★ Імена переможців виділені окремим кольором

## 2010-ті
| Церемонії   | Фото               | Режисер(и)            | Назва фільму                                         | Країна-виробник фільму |
| ----------- | ------------------ | --------------------- | ---------------------------------------------------- | ---------------------- |
| 1-ша (2018) |                    | ★ Ірма Вітовська      | «Брама»                                              | Україна · США          |
| 1-ша (2018) | Анастасія Пустовіт | «Коли падають дерева» | Україна · Польща · Північна Македонія                |                        |
| 1-ша (2018) | Олеся Жураківська  | «Донбас»              | Німеччина · Україна · Франція · Нідерланди · Румунія |                        |
| 1-ша (2018) | Наталія Половинка  | «Тера»                | Україна                                              |                        |
| 2-га (2019) |                    | ★ Ірма Вітовська      | «Мої думки тихі»                                     | Україна                |
| 2-га (2019) | Дар'я Полуніна     | «Знебарвлена»         | Україна                                              |                        |
| 2-га (2019) | Дар'я Баріхашвілі  | «Додому»              | Україна                                              |                        |
| 2-га (2019) | Руслана Хазіпова   | «Дике поле»           | Україна · Нідерланди · Швейцарія                     |                        |

## 2020-ті
| Церемонії   | Фото                        | Режисер(и)             | Назва фільму                        | Країна-виробник фільму |
| ----------- | --------------------------- | ---------------------- | ----------------------------------- | ---------------------- |
| 3-тя (2020) |                             | ★ Оксана Черкашина     | «Погані дороги»                     | Україна                |
| 3-тя (2020) | Людмила Білека              | «Атлантида»            | Україна                             |                        |
| 3-тя (2020) | Марина Кошкіна              | «Забуті»               | Україна · Швейцарія                 |                        |
| 3-тя (2020) | Оксана Вороніна (посмертно) | «Погані дороги»        | Україна                             |                        |
| 4-та (2021) |                             | ★ Марія Федорченко     | «Стоп-Земля»                        | Україна                |
| 4-та (2021) | Ірма Вітовська              | «Між нами»             | Україна                             |                        |
| 4-та (2021) | Марина Кошкіна              | «Із зав'язаними очима» | Україна                             |                        |
| 4-та (2021) | Наталія Половинка           | «Мати Апостолів»       | Україна                             |                        |
| 5-та (2022) |                             | ★ Оксана Черкашина     | «Клондайк»                          | Україна · Туреччина    |
| 5-та (2022) | Ріта Бурковська             | «Бачення метелика»     | Україна · Хорватія · Чехія · Швеція |                        |
| 5-та (2022) | Анастасія Карпенко          | «Як там Катя?»         | Україна                             |                        |
| 5-та (2022) | Соломія Кирилова            | «Памфір»               | Україна · Польща · Франція          |                        |

## Статистика перемог і номінацій

### Перемоги
Наступні акторки неодноразово перемагали в цій категорії:
| 2 перемоги - Ірма Вітовська - Оксана Черкашина |

### Номінації
Наступні акторки неодноразово були номіновані в цій категорії:
| 3 номінації - Ірма Вітовська 2 номінації - Марина Кошкіна - Наталія Половинка - Оксана Черкашина |